# Veleposlaništvo Republike Slovenije v Bolgariji
Veleposlaništvo Republike Slovenije v Bolgariji (uradni naziv Veleposlaništvo Republike Slovenije Sofija, Bolgarija) je rezidenčno diplomatsko-konzularno predstavništvo Republike Slovenije v Bolgariji s sedežem v Sofiji. Deluje od leta 2018.
Trenutna veleposlanica je Nataša Bergelj.

## Veleposlaniki
- Nataša Bergelj (2022–danes)
- Anžej Frangeš (2018–2022)